# زلزال أولمبيا 1965
زلزال أولمبيا 1965 هو زلزالٌ وقعَ في واشنطن في الولايات المتحدة بتاريخ 29 أبريل 1965.